# Roya Sadat
Roya Sadat (Herat, 8 de març de 1983) és una productora i directora de cinema afganesa. Va ser la primera dona directora de la història del cinema afganès a l'era post-talibana i es va aventurar a fer llargmetratges i documentals sobre el tema de les injustícies i les restriccions imposades a les dones. Després de la caiguda del règim talibà al país, va fer el seu llargmetratge Three Dots. Per a aquesta pel·lícula va rebre sis dels nou premis, que incloïen els de millor director o directora i millor pel·lícula. El 2003, ella i la seva germana Alka Sadat van crear la Roya Film House i sota aquesta marca van produir més de 30 documentals i llargmetratges. Després ha participat en la producció d'una sèrie de televisió titulada Bahasht Khamosh.

## Biografia
Roya Sadat va néixer a Herat, Afganistan, el 1983, en el moment de la Guerra afganosoviètica. Va estudiar Dret i Ciències polítiques a la Universitat d'Herat i el 2005 va obtenir el títol de llicenciada. El 2006 va estudiar a l'Acadèmia Asiàtica de Pusan per obtenir un certificat de Direcció de Cinema. Quan era molt jove, quan els talibans van governar a Afganistan, l'educació de les dones era un tabú. Llavors ella i les seves cinc germanes van ser educades a casa per la seva mare. Va ser autodidacta i es va educar llegint llibres escrits per Syd Field, guionista i autor nord-americà, que va escriure diverses obres sobre guionatge, en versions traduïdes al persa. Es va apassionar per la producció de pel·lícules. Però considerant l'atmosfera restrictiva durant el règim dels talibans al seu país, va començar a escriure guions per a obres de teatre i pel·lícules.
El 1999, fins i tot durant el règim talibà, va escriure i dirigir una obra teatral per a un grup de dones afganeses. Després de la fi del règim talibà, va començar a fer pel·lícules i el seu primer llargmetratge com a productora i directora va ser Three Dots, conegut a Afganistan com Se noughta, o Ellipsis. Va fer aquesta pel·lícula en menys de dues setmanes, en format de vídeo digital. La pel·lícula, encara que no és un producte de qualitat, exposava a l'audiència occidental l'estat de les dones a l'Afganistan. Sadat va descobrir Gul Afroz en el paper principal d'aquesta pel·lícula, tot i que Afroz no tenia formació en actuació. Quan el seu marit i familiars li van impedir actuar en la pel·lícula va amenaçar de suïcidar-se, però finalment hi va actuar. Aquesta pel·lícula va rebre "bones crítiques" arreu del món.
Pel seu documental titulat Osama, que va precedir el seu primer llargmetratge, el director de cinema afganés Siddiq Barmak li va donar 2000$ com a pagament, i també es va comprometre amb ella per escriure els guions de dos curtmetratges i treballar en la televisió japonesa.
Va fer recerca per al documental Three, Two, One relacionat en l'analfabetisme entre les dones del seu país, que va ser produït per la seva germana Alka Sadat; aquest documental es va projectar el 2007 al parlament afganès per posar èmfasi en la necessitat d'aprovar la legislació pendent sobre aquest tema.
La seva pel·lícula de ficció Taar wa Zakhma, és a dir, Playing The Taar, projectada en el VII Festival Internacional de Cinema Femení de la IAWRT 2011, tracta de les tribulacions d'una nena de 17 anys casada amb un home molt més gran. També es va projectar en el Primer Festival de Cinema de Tardor dels Drets Humans a Kabul i va tenir una gran acceptació per part del públic. En les seves produccions cinematogràfiques generalment treballa com a guionista, directora i en moltes altres facetes, inclosa la música.
El 2007, Roya també va treballar per a la televisió afganesa Tolo TV i va produir una telenovel·la popular anomenada The Secrets of This House amb 50 episodis relacionats amb la vida actual de la gent del seu país.
El 2003, ella i la seva germana Alka Sadat van establir la primera companyia independent cinematogràfica afganesa. El 2006, va cursar estudis a l'Asian Film Academy a Corea del Sud sota una beca.
A Sadat també se li atribueix l'establiment el 2013 del Festival Internacional de Cinema de Dones de l'Afganistan, com a cofundadora i presidenta.
El 2014 Sadat va ser una dels membres del jurat del Premi Netpac per a pel·lícules en malaiàlam projectades pel Cinema Malayalam, la indústria cinematogràfica índia ubicada a l'estat meridional de Kerala, on es parla aquesta llengua.
El 2018 va rebre el Premi Internacional Dones amb Coratge que lliura anualment el Departament d'Estat dels Estats Units. El 2019 va estrenar A Letter to the President.